# Коло-Коло
„Коло-Коло“ (на испански: Colo-Colo) е професионален футболен клуб в квартал Макул в Сантяго де Чиле, столицата на Чили.
Създаден е на 19 април 1925 г. Играе в чилийската Примера Дивисион и е рекордьор по брой спечелени шампионски титли (30) и Купи на Чили (10). Освен това „Коло-Коло“ е първият и единствен отбор от Чили, носител на Копа Либертадорес и Рекопа Судамерикана. Според проучване на чилийския всекидневник Ла Терсера от 2012 г., привържениците на „Коло-Коло“ са 42 % от всички футболни фенове в страната, с 12% повече от Универсидад де Чиле.

## История

### Аматьорски години
През 1925 г. в отбора на Магаянес назрява скандал между по-младите играчи от една и ръководството и по-опитните играчи от друга страна. Първата група, оглавена от Давид Ареяно, настоява за промени като например превръщането на отбора в професионален, редовно изплащане на заплати и повече шансове за изява на някои футболисти за сметка на част от считаните за незаменими титуляри. Техните искания обаче са игнорирани от ръководството и не срещат подкрепата на по-опитните, а на всичкокото отгоре в последния момент е променена процедурата по избиране на нов капитан на отбора, тъй като по първоначалната процедура Ареяно би получил мнозинство. Поддръжниците на Ареяно провеждат няколко срещи, на които взимат решение да напуснат Магаянес, за да основат нов отбор, въпреки че първоначалната идея е да се присъединят към някой вече съществуващ. Името на тима идва от древния вожд Колоколо на племето мапуче, който през 16 век се е борил срещу испанските завоеватели и е бил считан за особено умен. То е предложено от футболиста Луис Контрерас. Самият Ареяно става първият треньор и първият капитан на „Коло-Коло“.
От 1989 г. стадионът на „Белите“ носи неговото име. Скоро след създаването си тимът започва да участва в местни аматьорски първенства, печелейки Дивисион де Онор де ла Лига Метрополитана през 1925 г., Лига Сентрал де Футбол през 1928 и 1929 г. и Дивисион де Онор де ла Асосиасион де Футбол де Сантяго през 1930 г. През 1927 г. „Коло-Коло“ става първият чилийски отбор, отправил се на турне в Европа, част от световното турне на тима, включващо още Северна и Южна Америка. Между началото на януари и средата на юли са изграни 42 мача срещу испански, португалски, уругвайски, аржентински, еквадорски и кубински клубни отбори, сборни отбори на Каталуния, Валенсия, Мадрид и др. и националния отбор на Уругвай, записвайки 25 победи, 13 загуби и 4 равенства. По време на турнето, на 3 май, умира Ареяно, който ден преди това получава тежка контузия в мача срещу предшественика на Реал Валядолид, която води до перитонит. Въпреки финансовата криза в отбора в началото на 30-те години, довела до намаляване на заплатите, „Коло-Коло“ стига до нов финал за първенство. Той обаче е прекъснат и титла не е присъдена, след като по време на мача срещу Аудакс Италяно трибуна на Естадио Италиано се срутва, при което загиват трима души, а други 130 са ранени.

### Първи професионални успехи и утвърждаване като лидер в страната
На 31 май 1933 г. „Коло-Коло“ и още 7 отбора от Сантяго основават професионалното футболно първенство в страната. В първото му издание „Белите“ и Магаянес завършват на върха с равен брой точки, а Магаянес печели последвалия бараж с 2:1. Малка утеха за „Коло-Коло“ е голмайсторският приз за Луис Карвайо, както и спечелването на Кампеонато де Апертура (турнир, провеждан в началото на сезона преди същинския шампионат с цел изиграването на повече мачове през сезона) след победа на финала с 2:1 над Унион Еспаньола. Следващите две години доминацията на Магаянес продължава, а „Коло-Коло“ завършва съответно на трето и четвърто място. През 1936 г. тимът отново заема третото място, преди да дойде първата шампионска титла през 1937 г., когато „Коло-Коло“ печели 9 и не губи нито една от всичките си 12 срещи. До края на десетилетието „Белите“ триумфират още по веднъж в първенството (1939 г.) и Торнео де Апертура (1938 г.).
През 40-те години отборът добавя към колекцията си още три титли (1941, 1944 и 1947 г.), като първата от тях отново идва без загубен мач (13 победи и 4 равенства). Любопитното в случая е, че 2 мача от послединия кръг, включително между „Коло-Коло“ и последния в класирането Бадминтон, не се провеждат, при това без да има дадено официално обяснение защо. Твърди се, че „Коло-Коло“ е поискал да не играе този мач без значение за крайното класиране, за да има време за подготовка за предстоящи международни срещи, но истинската причина бил страхът от възможна загуба от считания за свой кошмар тим на Бадминтон и съответно проваляне на добрата статистика без загубен мач. С титлата от 1947 г. „Коло-Коло“ задминава „Магаянес“ и оттогава никой чилийски отбор не успява да ги изпревари по този показател. През 1940 и 1945 г. тимът печели Кампеонато де Апертура, а сред по-предните класирания за първенство са второто място през 1943 г., двете трети през 1942 и 1948 г. и четвъртото през 1940 г. През 1948 г. отборът домакинства на първия и единствен турнир Копа де Кампеонес Судамериканос, считан за предшественик на Копа Либертадорес, в който взимат участие шампионите на Чили, Аржентина (Ривър Плейт) и Уругвай (Насионал Монтевидео), вицешампионът на Перу (Депортиво Мунисипал), а Бразилия, Боливия и Еквадор, в които все още няма национално първенство, изпращат шампионите на най-силните си регионални шампионати, съответно Васко да Гама, Клуб Литорал и Емелек. Въпреки домакинското си предимство, „Коло-Коло“ завършва на пето място пред Литорал и Емелек.
В началото на 1950-те години „Коло-Коло“ купува чилийския национал и легенда на Нюкасъл Джордж Робледо за 25000 паунда, предлагайки му заплата по-висока от максималната в английския клуб. С головете си Робледо допринася за двете титли през това десетилетие (1953 и 1956 г.), а самият той става голмайстор на първенството през 1953 и 1954 г. със съответно 26 и 25 гола. Треньор на отбора при спечелването на първата от тези титли е унгарецът Ференц Платко, един от легендарните вратари на Барселона. За него това е втори престой начело на тима, като през първия си период печели две титли и така се превръща в първия треньор на „Коло-Коло“ с 3 шампионски титли, постижение, изравнено точно 40 години по-късно. „Белите“ завършват пет пъти на второ място (1952, 1954, 1955, 1958 и 1959 г.) и два пъти на трето (1950 и 1951 г.) През 1956 г. започва строежът на настоящия стадион на отбора Давид Ареяно, който е прекъснат заради земетресението през 1960 г. Официалното откриване е чак през 1975 г., но след като бива обявен за непригоден за продължително ползване и последвал ремонт, „Коло-Коло“„Коло-Коло“ започва да домакинства постоянно на него едва през 1989 г.
60-те години са годините на доминация на „университетските“ отбори – Универсидад де Чили печели пет титли, а Унивесидад Католика – две (вторите им места са също толкова, но с обърнат брой). Също толкова печелят и „Белите“ – през 1960 и 1963 г. Втората от тях е гарнирана с подобряването на два рекорда – Луис Ернан Алварес става голмайстор на първенството с 37 гола, рекорд за най-много голове в рамките на един сезон (около 40 години по-късно Лукас Бариос също отбелязва 37 гола, в рамките на една календарна година в двата турнира Апертура и Клаусура), същият рекорд, но отборен, поставя и „Коло-Коло“ със 103 гола. В този отрязък от време „Коло-Коло“ записва още едно второ (1966 г.) и три трети места (1961, 1962 и 1967 г.) След привличането на аржентинеца Валтер Антонио Хименес през 1963 г. е сложен край на продължилата от 1944 г. традиция в отбора да играят само чилийци.
70-те години започват обещаващо за „Коло-Коло“, който печели титлата през 1970 и 1972 г. При спечелването на втората е поставен и национален рекорд за брой зрители средно на мач – 45929. През 1973 г. за първи път в историята чилийски отбор стига до финал за Копа Либертадорес. В първата групова фаза „Белите“ записват по победа и равенство срещу Унион Еспаньола и еквадорския Ел Насионал и победа и загуба срещу Емелек, като и трите победи са разгромни с по пет отбелязани гола. Във втората групова фаза „Коло-Коло“ регистрира победа и равенство срещу бразилския Ботафого и победа и загуба срещу парагвайския Серо Портеньо. Като победител в тази група, чилийският тим се изправя на финала срещу аржентинския Индепендиенте. Гостуването завършва 1:1, а реванша – 0:0 и тъй като в този туринир правилото за гол на чужд терен е въведено чак 30 години по-късно се налага изиграването на допълнителен мач на неутрален терен (в Монтевидео), в който Индепендиенте надделява с 2:1. Голмайстор на турнира става играчът на „Коло-Коло“ Карлос Касели с 9 гола, а втори с 8 е съотборникът му Франсиско Валдес. Същата година „Белите“ завършват на второ място в класирането, но следват няколко години, в които изпитват игрови и административни затруднения (отбърт не успява да се класира по-напред от трето място през 1974 г.), от които излизат през 1979 г., когато печелят 12-ата титла в историята си. Така след почти 50 години от старта на професионалния футбол в страната „Коло-Коло“ успява да дръпне с 5 титли пред следващия Универсидад Католика. За Купата на Чили тимът има един спечелен и един загубен финал (съответно 1974 и 1979 г.).

### Златните години
Златната ера на „Коло-Коло“ е в края на 20 век. За период от 20 години тимът печели общо 21 национални и международни титли. 80-те години обаче по нищо не предвещават бъдещите успехи на континентално ниво – въпреки доминацията на домашната сцена със спечелените четири шампионски титли (1981, 1983, 1986 и 1989 г.) и пет Купи на Чили (1981, 1982, 1985, 1988 и 1989 г.), както и вторите места в шампионата (1982 и 1987 г.) и за купата (1980 и 1987 г.) и две класирания на трето място (1980 и 1985 г.), от седем участия за Копа Либертадорес „Белите“ успяват да прескочат груповата фаза само през 1988 г., но отпадат още в първия кръг на директните елиминации от сравнително непретенциозния боливийски Ориенте Петролеро. Малко преди това „Коло-Коло“ печели симпатиите на футболната общественост с благороден жест. На 8 декември 1987 г. самолет на военноморските сили на Перу, превозващ отбора на Алианца Лима след мач от първенството, катастрофира в Тихия океан близо до международното летище на Лима. Загиват 43 от всичките 44 души на борда, включително всичките 16 футболисти на Алианца от групата за мача. Така отборът е принуден да доигре оставащите няколко мача до края на първенството с юноши и завърнали се след отказване от футбола легенди на отбора, а „Коло-Коло“, заради приятелските отношения между привържениците на двата отбора, дава няколко свои играчи под наем.
90-те години са най-успешното десетилетие за „Коло-Коло“. Първо, през 1990 г., за първи път в историята на тима „Белите“ (и като едва трети отбор в историята на шампионата след Магаянес и Универсидад де Чиле) успяват да защитят титлата си. Нещо повече – следващата година добавят трета поредна и изравняват постижението на Магаянес от периода между 1933 и 1935 г. Освен тези две титли са спечелени още четири (1993, 1996, 1997 (Клаусура) и 1998 г.) и три купи на страната (1990, 1994 и 1996 г., като последната от тях се явява и последно участие на тима във финал на този турнир), а към тях са прибавени още две втори места за първенство (1992, 1997 Апертура) и един финал за купата (1992 г.). В останалите три години от десетилетието без шампионска титла или второ място, „Коло-Коло“ завършва на трето и два пъти на четвърто място, като за първи път в историята си не се класира по-надолу от четвъртото място в рамките на едно десетилетие. Нещо повече – тази серия продължава от спечелването на шампионата през 1989 г. до второто място в турнира Клаусура през 2003 г. или общо 18 сезона. Двама треньори се нареждат до Ференц Плитко по брой спечелени титли на страната – хърватинът Мирко Йозич печели първите три през десетилетието, а парагваецът Густаво Бенитес – вторите три. Йозич извежда „Коло-Коло“ и до най-големия успех в историята на отбора – спечелването на Копа Либертадорес през 1991 г., превръщайки го в първия и единствен чилийски тим, триумфирал с този трофей. След първото място в групата със сънародниците от Депортес Консепсион и еквадорските ЛДУ Кито и Барселона („Белите“ записват по победа и равенство срещу всеки от тях), „Коло-Коло“ отстранява последователно перуанския Университарио (общ резултат 2:1), уругвайския Насионал Монтевидео (4:2), аржентинския Бока Хуниорс (3:2), а във финалните двубои побеждава с 3:0 като домакин на реванша парагвайския Клуб Олимпия след 0:0 в Асунсион. Същата година „Белите“ губят финала за Междуконтиненталната купа срещу Цървена звезда (3:0), а през 1992 г. печелят Копа Интерамерикана срещу мексиканския Пуебла (общ резултат 7:2) и Рекопа Судамерикана срещу бразилския Крузейро (5:4 след изпълнение на дузпи). През 1996 и 1997 г. „Коло-Коло“ стига до полуфиналите съответно на Суперкопа Либертадорес и Копа Либертадорес (и двата загубени от Крузейро с общ резултат 7:2 и 7:4 – след изпълнения на дузпи). През 1997 г. отново стига до полуфинал за Суперкопа Либертадорес, където отпада от Сао Пауло с общ резултат 4:1.

### Успехи въпреки банкрута
През 1999 г. тимът изпада в сериозна финансова криза и след като задълженията достигат 30 милиона щатски долара, на 23 януари 2002 г. съдът обявява неговия банкрут и го поверява в ръцете на по един синдици през следващите три години, които успяват да осигурят нужните средства, за да бъдат покрити част от задължениета и клубът да не бъде разформирован. Въпреки това тежко положение отборът успява да се пребори за шампионската титла в турнира Клаусура през 2002 г. и за две втори места в Апертура и Клаусура през 2003 г., при това с играчи предимно от юношеските формации. През 2005 г. акционерното дружество Бланко и Негро поема ръководството на „Коло-Коло“, взимайки на тридесетгодишна концесия всички активи на клуба, като в замяна изплаща всички и дългове го превръща в първия южноамерикански отбор, излязъл на стоковата борса. На борсата са пуснати 100 милиона акции на цена 180 песо (32 американски цента), като веднага след това тя скача на 240 песо, а седмица по-късно достига 297 песо; само за седмица са продадени акции на стойност 20 милиона долара, които представляват около 60% от предвидените 31,7 милиона, за да бъде кампанията успешна. В началото на 2006 г. административният съд приключва производството по несъстоятелност и реабилитира „Коло-Коло“. Може би това окрилява отбора и той печели четири поредни шампионски титли (2006 Апертура и Клаусура, 2007 Апертура и Клаусура) под ръководството на свой бивш играч – аржентинеца Клаудио Борхи, който поставя рекорд като треньор на тима с най-много спечелени шампионски титли, а освен това през 2006 г. печели наградата за Треньор № 1 на Южна Америка. Същата година Борги извежда „Коло-Коло“ до финал за Копа Судамерикана. По пътя дотам „Белите“, в чиито състав личат имената на Артуро Видал, играещия под наем Алексис Санчес, Матиас фернандес (9 гола в турнира) и Умберто Суасо (голмайстор на турнира с 10 гола) се справят с костариканския Лига Депортива Алахуеленсе (общ резултат 11:2), аржентинския Химнасия и Есгрима (6:1) и мексиканския Депортиво Толука (4:1). На финала обаче губят от мексиканския Пачука (3:2). До края на първото десетилетие на 21 век са спечелени още две шампионски титли (2008 Клаусура и 2009 Клаусура). През 2008 г. тимът подписва договор с колумбийския нападател Макнели Торес, като сумата от 2,2 милиона щатски долара, платена на Кукута Депортиво е рекордна в две отношения – за входящ трансфер в „Коло-Коло“ и за чуждестранен играч, закупен от чилийски отбор. Две години по-рано е осъществена рекордната продажба на играч от чилийски тим в чужбина – Матиас Фернандес преминава в испанския Виляреал за 9 милиона долара, Този рекорд трае до 2011 г., когато като част от сделката на „Коло-Коло“ с Байер Леверкузен за Артуро Видал чилийците прибират 30% (около 3,5 милиона евро) от последвалия му трансфер в Ювентус, като общата сума, получена от „Белите“ набъбва до почти 9 милиона евро. Половин година по-късно Едуардо Варгас от Универсидад де Чиле чупи този рекорд, преминавайки в Наполи за около 12 милиона евро. Друг любопитен факт е, че „Коло-Коло“ е първият професионален футболен отбор, гостувал за мач на Великденския остров – на 5 август 2009 г. в четвъртия кръг за Купата на Чили.
Следващото десетилетие започва с второ място в извънредното издание на шампионата през 2010 г., чиито формат след опостушителното земетресение на 27 февруари 2010 г. е порменен и е подобен на този на водещите европейски първенства. Представянето на отбора след това е посредствено чак до първата половина на 2014 г., когато е спечелена титлата в първия турнир Клаусура след преминаването към цикъл пролет-есен (в Южното полукълбо).

## Съперничества

### В миналото
В първите десетилетия след основаването си за дерби мачове на „Коло-Коло“ се считат тези срещу „Магаянес“ и „Аудакс Италяно“, но през последния над половин век те вече не притежават този блясък. Съперничеството с Магаянес е породено от събитията, довели до създаването на „Белите“ – споровете между част от играчите с ръководството и останалите играчи и тяхното отцепване – и се подклажда и от спортите успехи на двата тима в аматьорската и по-късно в професионалната ера на чилийския футбол. Доказателство за враждата е фактът, че първият приятелски мач между двата отбора е договорен едва през 1934 г. (почти десет години след създаването на „Коло-Коло“), въпреки че в тези години провеждането на приятелски мачове играе много важна роля във футболния живот на един отбор. С течение на времето съперничеството постепенно затихва, главно заради спада в представянето на Магаянес от 50-те години насам. От общо 147 мача във всички турнири „Коло-Коло“ има 76 победи, 38 равенства и 33 загуби.
Подобна е съдбата и на дербито с Аудакс Италяно, което също губи своето значение в края на 50-те години. В средата на 20 век то е известно като Креолското дерби или Дербито на чилийските традиции, защото през 50-те години в съставите и на двата отбора има само чилийски играчи. Първият официален мач в професионалната ера завършва с победа за „Белите“ със 7:2 след хеттрик на Гийермо Валдивия.

### Суперкласико
Най-голямото съперничество в чилийския футбол противопоставя съставите на „Коло-Коло“ и Универсидад де Чиле и се налага като такова в края на 50-те години (преди това за най-голямо дерби се считат мачовете между „Коло-Коло“ и Универсидад Католика). Първият мач от т. нар. Суперкласико е приятелски и се състои на 9 юни 1935 г. и завършва с победа за „Белите“ с 3:2. Следващата среща, завършила 3:3 е един от двата мача срещу професионални отбори, които матьорският тогава Универсидад де Чиле трябва да изиграе, за да бъде преценено дали тимът е достатъчно конкурентоспособен, за да бъде допуснат до участие в първенството. Първият мача за първенство е на 7 август 1938 г. и завършва с победа за „Коло-Коло“ с 6:0, най-голямата победа за отбора в това дерби. Най-голямата победа за Универсидад де Чиле е 5:0. Първоначално „Белите“ доминират в срещите и в първите 41 официални мача до 1956 г. записват 24 победи и 11 равенства, в това число на два пъти пет поредни победи в периодите 1939 – 1941 и 1947 – 1949 г., както и две серии от по 11 поредни мача без загуба в периодите 1939 – 1944 и 1945 – 1950 г. „Сините“ взимат нещата в свои ръце между 1957 и 1970 г., когато по време на своята златна ера освен 6 шампионски титли записват 17 победи и 9 равенства в 30 мача за първенство (5 поредни победи между 1963 и 1965 г. и 8 мача без загуба между 1967 и 1970 г.). След това „Коло-Коло“ отвово доминира до 1991 г., като в 41 мача за първенство надделява 25 пъти и 9 пъти завършва наравно. Оттогава силите са изравнени и до края на 2014 г. „Белите“ имат 20 победи, 16 равенства и 17 загуби за първенство. Общо за първенство в 176 мача „Коло-Коло“ имат 78 победи, 50 равенства и 48 загуби, а във всички турнири – 98 победи, 62 равенства и 62 загуби в 222 мача. С най-много голове със Суперкласико за „Коло-Коло“ е Алфонсо Домингес (12), а за Универсидад – Карлос Кампос (16), а с най-много мачове – съответно Мисаел Ескути (37) и Марио Ибаниес (31).

### Дербито срещу Кобрелоа
Дербито срещу миньорския отбор Кобрелоа датира от края на 70-те години и се счита за четвъртото най-интересно в Чили след споменатото вече Суперкласико, Класико университарио (Универсидад Католика – Универсидад де Чиле) и мачовете между „Коло-Коло“ и Универсидад Католика. Причините за това са няколко. В период от 15 години между 1979 и 1993 г. двата тима печелят общо 13 шампионски титли (8 за „Коло-Коло“ и 5 за Кобрелоа), като в шест от случаите на второ място е оставал съперникът. Освен това Кобрелоа е единственият чилийски отбор с позитивна статистика в двубоите срещу „Белите“ – към ноември 2014 г. 33 победи за „Оранжевите“ срещу 31 загуби в 92 мача за първенство, 41 победи срещу 40 загуби в 115 мача във всички турнири и приятелски срещи. На всичкото отгоре „Коло-Коло“ не успява да спечели мач в Калама в продължение на цели 23 години между 1979 и 2002 г. Първата среща между двата отбора се състои на 5 март 1978 г. и завършва при резултат 4:2 за домакините от Кобрелоа. Най-голямата победа за „Коло-Коло“ е 5:2 в Торнео Трансисион през 2013 г., а най-голямата загуба – също 5:2 в турнира Апертура през 2002 г. С най-много голове в дербито за „Белите“ е Инасио Кинтерос (7), а за „Оранжевите“ – Патрисио Галас (9).

## Прозвища, цветове на отбора, екипи и емблема
Белите (Los Albos) е едно от най-често срещаните прозвища на „Коло-Коло“ и се дължи на цветовете на домакинските фланелки. Друг широко разпространен прякор е Касикът (El Cacique), като дори е бил изписван и върху фланелките на отбора. На испански касик е наименование на индианските вождове в Мексико и Централна Америка (до испанското им завладяване), а в днешни дни се използва за хора с голямо влияние или едри земевладелци в Латинска Америка и Испания. Заради множеството шампионски титли отборът е известен и като Вечният шампион (El Eterno Campeón), а заради множеството привърженици – Известният (El Popular). През 30-те години тимът носи прякора Опечалените (Los Enlutados) заради черната лента върху фланелките в памет на Давид Ареяно. Легендарният състав от началото на 70-те години, който за първи път в историята играе финал за Копа Либертадорес през 1973 г. е известен като „Коло-Коло '73“.
В деня на създаването на „Коло-Коло“ по предложение на Хуан Кинониес са избрани и цветовете на отбора – бял, символизиращ чистотата, и черен, символизиращ сериозността. Оттогава домакинските фланелки за бели, а гащетата – черни, като изключение правят случаите, когато фланелките са на бяло-черни райета (2001 г.) и изцяло черни или наполовина бели и наполовина черни (съответно за първенство и за Копа либертадорес през 2003 г.) В днешни дни домакинският екип се допълва от бели или черни чорапи, но в началото те са били тъмно сини с бяла ивица в горната част. Въпреки популярното схващане, че тези цветове са символизирали цвета на униформите на моряците от Военноморския флот на Чили, истината е далеч по-практична – един от играчите е имал връзки с човек, който продавал нелегално моряшки стоки във Валпараисо. През годините екипите за гостуванията са с различен цвят. Първият такъв е от 1927 г. и се състои от зелени фланелки и черни гащета и чорапи. В други години фланелките са на бяло-черни райета, бяло-червено-сини райета, червени, тъмно или свелтосини и тъмножълти с бели или черни гащета и бели, черни или бяло-черни чорапи. Чак в края на 70-те години до средата на 80-те фланелките започват да бъдат с постоянен цвят – червен, гащетата са черни или червени, а чорапите – предимно червени. От 1988 г. насам екипите за гостувания се състоят от черни фланелки, черни или бели гащета и черни чорапи. Традиционна част от фланелките е черната лента в памет на Давид Ареяно. Първоначално тя е разположена на левия ръкав, но през 1974 г. е преместена над емблемата на отбора.
Първата емблема на отбора е комбинация от цветовете на чилийското знаме: диагонална червена лента с бял надпис „„Коло-Коло““ е разположена върху син щит. Впоследствие формата на щита е променена и в горната част той получава три остри върха (подобно на настоящата емблема). През 1947 г. в центъра на щита е изписано съкращението „ФК“ заради официалното по онова време име на тима – „Коло-Коло Футбол Клуб“. В началото на 50-те години дизайнът е променен, като на мястото на ФК е нарисуван профилът на главата на Колоколо, а надписът с името на отбора е преместен в долната част на щита. В началото на 70-те години рисунката на Колоколо става по-детайлна, за да изпъкнат индианските му черти. Последната ѝ промяна е през 1988 г., когато профилът бива стилизиран в търсене на баланс между харкерните за вожда черти и естетиката, а след това емблемата е регистрирана като запазена марка. Оттогава тя не е променяна, с изключение на 1992 г., когато фонът ѝ вместо син е бял.
| Години      | Производител |
| ----------- | ------------ |
| 1979 – 1980 | Адидас       |
| 1981        | Пауър        |
| 1982        | Адидас       |
| 1983 – 1984 | Пума         |
| 1985        | ЛП           |
| 1985 – 1986 | Пеналти      |
| 1987 – 1988 | Адидас       |
| 1989 – 1991 | Пума         |
| 1991        | Адидас       |
| 1992 – 1993 | Пони         |
| 1993 – 1995 | Адидас       |
| 1995 – 2002 | Найк         |
| 2002 – 2003 | Пума         |
| 2004 – 2005 | Рийбок       |
| 2006 – 2013 | Умбро        |
| 2014 –      | Ъндър Армър  |

| Години      | Основен спонсор      |
| ----------- | -------------------- |
| 1980        | Сервеса Кондор       |
| 1981        | Пауър                |
| 1982        | Ла Терсера де ла Ора |
| 1983 – 1985 | няма                 |
| 1985        | Лосапенко            |
| 1986        | няма                 |
| 1986 – 1989 | LAN Airlines         |
| 1990 – 1992 | Лада                 |
| 1993 – 2014 | Сервеса Кристал      |
| 2014 –      | DirecTV              |

## Стадиони
Дълги години след създаването си „Коло-Коло“ не разполага със собствен стадион, на който редовно да провежда домакинските си мачове – нещо нетипично за отбор от неговия ранг. В периода 1925 – 1927 г. той използва Естадио Ел Яно, а от 1928 до 1938 г. играе на Кампос де Спортс де Нюньоа, който по това време е дом на националния отбор. След построяването на националния стадион Естадио Насионал през 1938 г., клубът започва да домакинства на него. През 1946 г. отборът купува за 5,5 милиона чилийско песо стадиона на вече несъществуващия отбор на чилийската полиция Депортива Карабинерос де Чиле – Естадио де Карабинерос (известен и като Фортин Мапочо), който е с дървена конструкция и по това време е затворен от съображения за сигурност. Планиран е строежът на нов стадион с капацитет 30000 зрители. Оказва се обаче, че непосредствената близост на терена до река Мопоче не позволява играждането на голям стадион, затова проектът е спрян, а през 1955 г. земята е продадена за 33 милиона песо. С приходите от тази продажба година по-късно президентът на „Коло-Коло“ Антонио Лабан купува терен в южната част на Сантяго, на девет километра от историческия център на града. Идеята е да бъде построен стадион с капацитет почти 120000 зрители – втори по големина в Южна Америка след Маракана – на който да се играят и мачове от Световното първенство през 1962 г. Планът първият етаж (за около 65000 зрители) на стадиона да бъде под нивото на земята допълнително оскъпява проекта и освен на собствени средства клубът разчита на финансова помощ от държавата и продажбата на запазени доживот места на трибуните на частни лица за 40000 песо. Строежът започва през 1958 г., но опостушителното земетресение с магнитуд 9,5 в Южно Чили през 1960 г. проваля плановете. За да осигури средства за справяне с неговите последствията, държавата преустановява финансирането на всички неправителствени проекти и взима решение мачовете от световното първенство да се проведат само на вече съществуващи стадиони. Така грубият строеж на стадиона остава готов на 75% и на тима се налага да продължи да домакинства на националния стадион. В началото на 70-те години отборът успява да събере достатъчно средства (благодарение и на рекордната посещаемост през 1973 г. и продажбата на Карлос Касели в Испания), за да завърши строежа. На 20 април 1975 г., в разгара на тържествата по случай петдесетгодишния юбилей на „Белите“ и близо 20 години след първата копка, Естадио Монументал е открит официално с два мача от втория кръг на първенството – Сантяго Морнинг – Сантяго Уондърърс (1:1) и победата на „Коло-Коло“ над Депортес Авиасион с 1:0. Липсата на седящи места, достатъчно тоалетни и нестабилно построеното светлинно табло водят до отлив на публика и след само още пет мача „Коло-Коло“ затваря стадиона за нов ремонт и се връща да играе на националния стадион. В крайна сметка реконструкцията е завършена през 1989 г. По това време се счита, че това става с финансовата помощ на Аугусто Пиночет, почетен президент на „Белите“. По-късно става ясно, че „Коло-Коло“ така и не получава обещаните 300 милиона песо. В началото на октомври 1988 г., четири дни преди референдума, на който трябва да бъде взето решение дали в Чили да продължи да бъде под управлението на военните, Пиночет публично обявява държавна субсидия, с която Естадио Монументал трябва да бъде окончателно завършен. В това някои виждат популистки акт с цел спечелване на допълнителни гласове за вота. Още на следващия ден обаче Карлос Охеда Варгас, президент на Държавната агенция за спорта, обяснява на Пиночет защо такава финансова помощ е невъзможна – от една страна бюджетът на агенцията за следващата година вече е разпределен и освен това тя подкрепя всички спортни федерации без да дава предимство на някой спорт пред друг, а от друга – няма смисъл от стадион с капацитет над 60000 зрители, който рядко ще бъде пълен до краен предел, при положение, че в случай на нужда може да бъде използван националният стадион. В крайна сметка на референдума чилийците гласуват за бъдещо демократично управление на държавата и „Коло-Коло“ не получава обещаните пари. Президентът на „Белите“ Петър Драгичевич обаче успява да събере нужните средства благодарение на различни спонсори, дарения на фенове и продажбата на Уго Рубио в италианския Болоня, като общата събрана сума достига до около 600 милиона песо. Носещият вече името Естадио Монументал Давид Ареяно е повторно открит на 30 септември 1989 г. с приятелска среща срещу уругвайския Пенярол, спечелена с 2:1. По това време стандартният капацитет на стадиона е между 62500 и 65000 души, а рекордната посещаемост е регистрирана през 1992 г. на дербито с Универсидад де Чиле – 69.305 зрители. През 1993 г. „Коло-Коло“ играе приятелески мач с Реал Мадрид. Заради влезли без билет зрители стадионът е препълнен и някои от тях се качват върху козирката над една от трибуните. Тя обаче не издържа тежестта и се срутва и в резултат на това загива един, а още 77 души са ранени. След този и други инциденти са проведени ремонти с цел повишаване на сигурността, вследствие на които капацитетът е намален до малко над 47000 зрители.

## Фенове
Първите организирани ултраси – в Латинска Америка те са известни като Бара Брава (в преносен превод Дива орда) – на „Коло-Коло“ се появяват през 60-те години и наричат себе си Бара Маратон. В края на 70-те години се ражда Бара Хувенил. Тази групировка е известна като първата в Чили, която започва да пее песни по време на мачовете, а освен това е и първата, която разполага с огромно знаме и започва да пътува из страната, за да подкрепя „Белите“ при гостуванията им. В първата половина на 80-те години официалната група ултраси се нарича Киен ес Чиле? (Кой е Чили? – рефрен от химна на отбора). В този период агитката на отбора, съставена от членовете на различни групировки се премества на северната трибуна на стадиона, където е и до днес. През 1986 г. от съществуващите вече групировки ултраси се отцепва група ултраси, които сформират Гара Бланка (Бяла лапа, преносно Бяла сила) – в днешни дни най-известната група ултраси на отбора. Нейните членове са склонна към насилие и футболно хулиганство и често участва в сблъсъци с подобно настроените ултраси на Универсидад де Чиле и Универсидад Католика – съответно от Лос де Абахо и Лос Крусадос, и с полицията.
Всички анкети от последните години показват, че „Коло-Коло“ е най-харесваният чилийски отбор. Последната от тях, проведена през 2012 г. от вестник Ла Терсера, показва, че „Коло-Коло“ води с 42%, следван от Универсидад де Чиле (30%) и Универсидад Католика (9%). При първото проучване на вестника от 2006 г. трите отбора имат съответно по 38%, 26% и 9%.
| Fundación Futuro     | Fundación Futuro | Fundación Futuro     | Fundación Futuro |
| 1999                 | 1999             | 2006                 | 2006             |
| Отбор                | %                | Отбор                | %                |
| -------------------- | ---------------- | -------------------- | ---------------- |
| „Коло-Коло“          | 45,6             | „Коло-Коло“          | 32               |
| Универсидад де Чиле  | 30,4             | Универсидад де Чиле  | 14               |
| Универсидад Католика | 13,4             | Универсидад Католика | 13               |
| Кобрелоа             | 2,3              | Унион Еспаньола      | 2                |
| Аудакс Италяно       | 1,8              | Кобрелоа             | 2                |

| Radio Cooperativa – Imaginación | Radio Cooperativa – Imaginación | Radio Cooperativa – Imaginación | Radio Cooperativa – Imaginación | Radio Cooperativa – Imaginación | Radio Cooperativa – Imaginación |
| 2010                            | 2010                            | 2011                            | 2011                            | 2013                            | 2013                            |
| Отбор                           | %                               | Отбор                           | %                               | Отбор                           | %                               |
| ------------------------------- | ------------------------------- | ------------------------------- | ------------------------------- | ------------------------------- | ------------------------------- |
| „Коло-Коло“                     | 52,7                            | „Коло-Коло“                     | 42,7                            | „Коло-Коло“                     | 40,6                            |
| Универсидад де Чиле             | 22,9                            | Универсидад де Чиле             | 22,7                            | Универсидад де Чиле             | 29,4                            |
| Универсидад Католика            | 7,1                             | Универсидад Католика            | 12,1                            | Универсидад Католика            | 7,3                             |
| Сантяго Уондърърс               | 2,3                             |                                 |                                 | Унион Еспаньола                 | 1,9                             |
| Аудакс Италяно                  | 1,7                             |                                 |                                 | Сантяго Уондърърс               | 1,9                             |

| La Tercera           | La Tercera | La Tercera           | La Tercera | La Tercera           | La Tercera | La Tercera           | La Tercera |
| 2006                 | 2006       | 2008                 | 2008       | 2010                 | 2010       | 2012                 | 2012       |
| Отбор                | %          | Отбор                | %          | Отбор                | %          | Отбор                | %          |
| -------------------- | ---------- | -------------------- | ---------- | -------------------- | ---------- | -------------------- | ---------- |
| „Коло-Коло“          | 38         | „Коло-Коло“          | 46         | „Коло-Коло“          | 34         | „Коло-Коло“          | 42         |
| Универсидад де Чиле  | 26         | Универсидад де Чиле  | 19         | Универсидад де Чиле  | 21         | Универсидад де Чиле  | 30         |
| Универсидад Католика | 9          | Универсидад Католика | 9          | Универсидад Католика | 9          | Универсидад Католика | 9          |
| Магаянес             | 1          | Кобрелоа             | 6          | Сантяго Уондърърс    | 3          | Кобрелоа             | 2          |
| Унион Еспаньола      | 1          | Унион Еспаньола      | 4          | Кобрелоа             | 2          | О′Хигинс             | 1          |

| Lado Humano          | Lado Humano |
| 2010                 | 2010        |
| Отбор                | %           |
| -------------------- | ----------- |
| „Коло-Коло“          | 38          |
| Универсидад де Чиле  | 29          |
| Универсидад Католика | 10          |
| Сантяго Уондърърс    | 5,9         |
| Депортес Консепсион  | 3,1         |

| El Mercurio – Opina S.A. | El Mercurio – Opina S.A. |
| 2004                     | 2004                     |
| Отбор                    | %                        |
| ------------------------ | ------------------------ |
| „Коло-Коло“              | 37,6                     |
| Универсидад де Чиле      | 15,5                     |
| Универсидад Католика     | 3,1                      |
| Кобрелоа                 | 3,1                      |
| Рейнджърс де Тулка       | 2,6                      |

| Chilescopio          | Chilescopio | Chilescopio          | Chilescopio |
| 2006                 | 2006        | 2007                 | 2007        |
| Отбор                | %           | Отбор                | %           |
| -------------------- | ----------- | -------------------- | ----------- |
| „Коло-Коло“          | 42          | „Коло-Коло“          | 55          |
| Универсидад де Чиле  | 26          | Универсидад де Чиле  | 25          |
| Универсидад Католика | 10          | Универсидад Католика | 9           |
| Кобрелоа             | 5           | Сантяго Уондърърс    | 2           |
| Сантяго Уондърърс    | 4           | Кобрелоа             | 1           |

| Mediática            | Mediática |
| 2007                 | 2007      |
| Отбор                | %         |
| -------------------- | --------- |
| „Коло-Коло“          | 43,4      |
| Универсидад де Чиле  | 21,1      |
| Универсидад Католика | 8,2       |
| Аудакс Италяно       | 1,7       |
| Унион Еспаньола      | 1,1       |

| Adimark (разпределение по градове) | Adimark (разпределение по градове) | Adimark (разпределение по градове) | Adimark (разпределение по градове) | Adimark (разпределение по градове) | Adimark (разпределение по градове) | Adimark (разпределение по градове) | Adimark (разпределение по градове) |
| 2009                               | 2009                               | 2009                               | 2009                               | 2009                               | 2009                               | 2009                               | 2009                               |
| Отбор                              | Сантяго                            | Антофагаста                        | Кокимбо/Ла Серена                  | Виня дел Мар/Валпараисо            | Консепсион                         | Пуерто Монт                        | Чили                               |
| ---------------------------------- | ---------------------------------- | ---------------------------------- | ---------------------------------- | ---------------------------------- | ---------------------------------- | ---------------------------------- | ---------------------------------- |
| „Коло-Коло“                        | 46,8                               | 48,5                               | 27,6                               | 30,7                               | 30                                 | 59,4                               | 44,7                               |
| Универсидад де Чиле                | 26,4                               | 18,6                               | 17,6                               | 12                                 | 18,4                               | 15                                 | 24,2                               |
| Универсидад Католика               | 6,8                                | 4,9                                | 4,7                                | 10,1                               | 13                                 | 9,5                                | 7,1                                |
| Сантяго Уондърърс                  | —                                  | —                                  | 3                                  | 25,3                               | —                                  | 1,5                                | 2,4                                |
| Кобрелоа                           | 1,5                                | 11,4                               | 3,8                                | —                                  | 2,9                                | —                                  | 1,9                                |

## Играчи

### Настоящ състав
| №             | Нац.    | Играч              | Роден             | Последен отбор  |
| Вратари       | Вратари | Вратари            | Вратари           | Вратари         |
| ------------- | ------- | ------------------ | ----------------- | --------------- |
| 1             |         | Хусто Вияр         | 30 юни 1977       | Клуб Насионал   |
| 12            |         | Пауло Гарсес       | 2 август 1984     | О′Хигинс        |
| 25            |         | Пабло Сото         | 7 февруари 1995   | юноша на отбора |
| 31            |         | Игнасио Гонсалес   | 2 декември 1989   | Евъртън         |
| 37            |         | Омар Карабали      | 12 юни 1997       | юноша на отбора |
| Защитници     |         |                    |                   |                 |
| 2             |         | Кристиан Вилчес    | 13 август 1983    | Аудакс Италяно  |
| 4             |         | Леонардо Касерес   | 28.04.19859       | Клуб Насионал   |
| 5             |         | Хулио Баросо       | 16 януари 1985    | О′Хигинс        |
| 11            |         | Гонсало Фиеро      | 21 март 1983      | Фламенго        |
| 15            |         | Жан Босежур        | 1 юни 1984        | Уигън           |
| 18            |         | Моу Жадама         | 17 март 1994      | юноша на отбора |
| 21            |         | Камило Родригес    | 4 март 1995       | юноша на отбора |
| 24            |         | Харди Каверо       | 31 май 1996       | юноша на отбора |
| 27            |         | Луис Павес         | 17 септември 1995 | юноша на отбора |
| 28            |         | Дилан Сунига       | 26 юли 1996       | юноша на отбора |
| Полузащитници |         |                    |                   |                 |
| 3             |         | Клаудио Малдонадо  | 3 януари 1980     | Коринтианс      |
| 6             |         | Хорхе Лагуес       | 22 януари 1997    | юноша на отбора |
| 8             |         | Естебан Павес      | 1 май 1990        | Унион Темуко    |
| 10            |         | Емилиано Векио     | 16 ноември 1988   | Унион Еспаньола |
| 14            |         | Карлос Контрерас   | 22 януари 1995    | юноша на отбора |
| 20            |         | Хайме Валдес       | 11 януари 1981    | Парма           |
| 23            |         | Клаудио Баеса      | 23 декември 1993  | юноша на отбора |
| 29            |         | Хорхе Арая         | 25 март 1996      | юноша на отбора |
| 30            |         | Лусиано Диас       | 8 май 1998        | юноша на отбора |
| 32            |         | Браян Карвайо      | 15 септември 1996 | юноша на отбора |
| 33            |         | Рикардо Алварес    | 10 февруари 1999  | юноша на отбора |
| Нападатели    |         |                    |                   |                 |
| 7             |         | Естебан Паредес    | 1 август 1990     | Керетаро        |
| 9             |         | Луис Педро Фигероа | 14 май 1983       | О′Хигинс        |
| 13            |         | Роберто Риверос    | 27 февруари 1996  | юноша на отбора |
| 17            |         | Фелипе Флорес      | 9 януари 1987     | Кобрелоа        |
| 19            |         | Николас Ореяна     | 3 септември 1995  | юноша на отбора |
| 22            |         | Хуан Делгадо Баеса | 5 март 1993       | юноша на отбора |
| 26            |         | Умберто Суасо      | 10 май 1981       | Монтерей        |
| 35            |         | Даниел Малуе       | 13 февруари 1995  | юноша на отбора |

### Значими играчи
Подредени според годината на дебюта си в отбора
20-те години
- Давид Ареяно (1925 – 1927) – един от основателите на отбора и негов първи капитан. Въпреки споровете за произхода на задната ножица, редица източници посочват Ареяно като играча, демонстрирал този удар за първи път по европейските терени по време на турнето на „Коло-Коло“ в Испания.[35][36]
- Хосе Росети (1926 – 1927) – италиански вратар и играещ треньор на тима, първият чужденец в отбора.

30-те години
40-те години
- Мисаел Ескути (1946 – 1964) – вратар и рекордьор по брой изиграни мачове за първенство (417),[3] прекарал 18 години от деветнадесетгодишната си кариера като футболист на „Коло-Коло“, 14 от тях – като капитан. С 40 мача за националния отбор,[37] бронзов медалист от Световното първенство в Чили.

50-те години
- Енрике Ормасабал (1956 – 1963) – считан за един от най-добрите чилийски полузащитници[38] (85 гола в 178 мача). 42 мача и 17 гола за националния отбор, с голяма заслуга за двете втори места на Копа Америка през 1955 и 1956 г.[37]

60-те години
- Франсиско Валдес (1961 – 1969, 1972 – 1975, 1978) – нападател и голмайстор №1 за отбора в първенството (180) и международните турнири (20 гола, колкото има и Иво Басай), както и голмайстор №1 на чилийското първенство за всички времена (215 гола за общо шест отбора)[39] С 52 мача за националния отбор,[37] участник на Световните първенства в Англия и Германия.
- Елсон Бейрут (1965 – 1973) – бразилски нападател, чужденецът с най-много голове за първенство за „Коло-Коло“ (111).
- Карлос Касели (1967 – 1973, 1978 – 1983, 1985) – нападател и най-големият идол на феновете на отбора,[40] признание, заслужено по време на трите си престоя в отбора, три години подред голмайстор на чилийското първенство (1979 – 1981 г.). С 49 мача и 29 гола за националния отбор,[37] участник на Световните първенства в Германия и Испания.
- Леонел Санчес (1969 – 1970) – нападател, една от звездите на големия враг Универсидад де Чиле. На второ място по мачове за националния отбор (84 мача и 23 гола),[37] бронзов медалист и голмайстор на Световното първенство в Чили и участни на първенството в Англия.

70-те години
- Адолфо Неф (1973 – 1980) – вратар, рекордьор по мачове в чилийското първенстно (625).[41] За националния отбор има 42 мача,[37] участник на Световното първенство в Германия.
- Лисардо Гаридо (1975 – 1976, 1980 – 1992) – защитник, един от двамата играчи с най-много спечелени шампионатни титли и турнири с „Коло-Коло“ (15), освен това е и с най-много мачове за Копа Либертадорес (67). За националния отбор има 44 мача,[37] участник на Световното първенство в Испания.

80-те години
- Елиас Фигероа – въпреки че само завършва кариерата си при „Белите“ и няма особени заслуги за успехите на тима (17 мача през 1982 г., защитникът заслужава да бъде споменат, защото е считан за най-добрия чилийски футболист на всички времена.
- Марсело Рамирес (1984 – 1989, 1991 – 2001) – вратар, другият играч с 15 титли, футболист №1 на Чили за 1998 г. 37 мача за националния отбор,[37] участник на Световното първенство във Франция.
- Марсело Бартичото (1988 – 1992, 1996 – 2002) – аржентински нападател, рекордьор по брой изиграни международни мачове (86)[42] и чужденецът с най-много мачове за първенство (269).

90-те години
- Марко Ечевери (1994) – полузащитник, считан за най-добрия боливийски футболист на всички времена.[43]
- Луис Мена (1996 – 2014) – защитник, единственият футболист с повече от десет шампионски титли на страната (11).

21 век
- Клаудио Браво (2002 – 2006) – вратар със 123 мача за „Коло-Коло“. Капитан и рекордьор по мачове за националния отбор (87 мача към 21 февруари 2015 г.),[37] участник на Световните първенства в Южна Африка и Световното първенство в Бразилия.
- Иван Саморано (2003) – считаният за един от най-известните чилийски футболисти и избран от Пеле в списъка със 125-те най-добри живи футболисти (другият играч от Чили е Елиас Фигероа)[44] завършва кариерата си в „Коло-Коло“. 69 мача и 34 гола за националния отбор,[37] участник на Световното първенство във Франция.
- Матиас Фернандес (2004 – 2006) – нападател, първият играч на „Коло-Коло“, избран за Футболист № 1 на Южна Америка (през 2006 г.), има основна заслуга за успехите на тима по време на своя престой. С 60 мача и 14 гола за националния отбор (към 21 февруари 2015 г.),[37] участник на Световното първенство в Южна Африка.
- Артуро Видал (2005 – 2007) – полузащитник, най-скъпо продаденият играч на „Коло-Коло“ (след само 36 мача и 2 гола) С 62 мача и 9 гола за националния отбор (към 21 февруари 2015 г.),[37] участник на Световните първенства в Южна Африка и Бразилия.
- Умберто Суасо (2006 – 2007, 2015 –) – нападател, при първия си престой в отбора отбелязва 52 гола в 54 мача за първенство, което го нарежда на първо място по резултатност (0,96 гола на мач) в историята на отбора до завръщането си в тима през 2015 г. (ако не успее да поддържа тази резултност, първото място ще заеме парагваецът Лукас Бариос – 49 мача в 53 мача (0,92 гола на мач) между 2008 и 2009 г.). 60 мача и 21 гола за националния отбор,[37] участник на Световното първенство в Южна Африка.

### Известни бивши играчи
В скоби са мачовете и головете за първенство.
- Адолфо Неф (240/0)
- Адриан Фернандес (19/3)
- Алексис Санчес (32/5)
- Алфонсо Домингес (157/117)
- Алфонсо Некулнир (162/5)
- Андрес Скоти (47/7)
- Армандо Контрерас (113/57)
- Артуро Видал (36/2)
- Атилио Кремаски (108/39)
- Габриел Мендоса (176/7)
- Гийермо Сааведра
- Гийермо Субиабре
- Давид Ареяно
- Даниел Морон (159/0)
- Джордж Робледо (153/84)
- Едуардо Уртадо (11/4)
- Ектор Тапия (139/72)
- Елиас Фигероа (17/0)
- Елсон Бейрут (237/111)
- Енрике Ормасабал (178/85)
- Енрике Сорел
- Естебан Паредес
- Жан Босежур
- Иван Саморано (14/8)
- Иво Басай (75/38)
- Карлос Касели (293/171)
- Карлос Ривас
- Кауполикан Пеня (211/6)
- Клаудио Борхи
- Клаудио Браво (123/0)
- Клаудио Граф (8/2)
- Леонел Ерера Рохас (405/27)
- Леонел Санчес (31/2)
- Лисардо Гаридо
- Луис Гаридо
- Луис Ернан Алварес (146/102)
- Луис Мена (322/7)
- Луис Перес Рамирес
- Лукас Бариос (53/49)
- Мануел Мачука (119/0)
- Мануел Муньос (189/120)
- Марио Галиндо (213/11)
- Марио Морено (282/91)
- Марио Осбен (71/0)
- Марко Ечевери (28/8)
- Марсело Бартичото (269/76)
- Марсело Еспина (159/40)
- Марсело Рамирес (82/37)
- Марио Ортис (185/0)
- Матиас Фернандес (82/37)
- Мигел Рамирес (201/10)
- Мисаел Ескути (417/0)
- Николас Кордова (54/3)
- Патрисио Янес (64/12)
- Рамон Ектор Понсе (152/34)
- Раул Орменьо
- Рафаел Гонсалес (185/1)
- Роберто Рохас (136/0)
- Родриго Мияр (125/18)
- Рубен Мартинес (82/52)
- Северино Васконселос (202/?)
- Селсо Аяла (6/0)
- Уго Рубио
- Умберто Крус (259/4)
- Умберто Суасо
- Франсиско Валдес (354/179)
- Франсиско Ормасабал (78/13)
- Хавиер Маргас (167/10)
- Хайме Валдес
- Хайме Писаро (236/25)
- Хайме Рамирес (84/28)
- Хорхе Валдивия (32/14)
- Хорхе Торо (69/19)
- Хосе Луис Сиера (144/43)
- Хосе Мануел Рей (14/0)
- Хосе Педро Фуенсалида (124/24)
- Хосе Росети
- Хуан Сото (119/89)
- Хулио Крососто (172/98)

### Голмайсторски призове
| Примера дивисион - Луис Карвайо: 9 (1933) - Аурелио Домингес: 12 (1935) - Алфонсо Домингес: 29 (1939), 19 (1944) - Хорхе Робледо: 26 (1953), 25 (1954) - Луис Ернан Алварес: 37 (1963) - Хулио Крисосто: 28 (1974) - Карлос Касели: 20 (1979), 26 (1980), 20 (1981) - Рубен Мартинес: 22 (1990), 23 (1991) - Анибал Гонсалес: 24 (1992) - Ектор Тапия: 24 (2001) - Себастиан Гонсалес: 18 (2002 А) - Мануел Нейра: 14 (2002 К) - Гонсало Фиеро: 13 (2005 К) - Умберто Суасо: 19 (2006 А), 18 (2007 А) - Лукас Бариос: 19 (2006 А), 18 (2006 К) - Естебан Паредес: 14 (2011 К), 16 (2013/2014 К), 12 (2014/2015 А) | Купа на Чили - Хуан Сото Мура: 6 (1959) - Северино Васконселос: 8 (1982) - Фернандо Вергара: 7 (1996) - Себастиан Гонсалес: 9 (2000) - Лукас Бариос: 4 (2008/2009) Торнео де Апертура - Енрике Сорел: 7 (1934) - Алфонсо Домингес: 7 (1940) | Копа Либертадорес - Карлос Касели: 9 (1973) Копа Судамерикана - Умберто Суасо: 10 (2006) Суперкопа Судамерикана - Иво Басай: 8 (1997) Копа Интерамерикана - Марсело Бартичото: 3 (1993) |

## Треньори
Първият треньор в историята на „Коло-Коло“ е Давид Ареяно. Освен ролята си на капитан на отбора, той ръководи тренировките и тактическата подготовка за съответния съперник и избира титулярите за всеки мач – неща, на които се е научил по време на престоя си в Уругвай през 1924 г. След неговата смърт и други играчи заемат този пост, но често ръководството на клуба – обикновено президентът – разработва тактиката и избира титулярите. С течение на времето играчите добиват по-голямо влияние върху въпросите от спортно-техническо естество и това понякога води до напрежение между тях и ръководството. Карлос Кариола например, един от първите президенти на „Коло-Коло“, подава оставка през 1929 г., след като футболистите отказват да следват неговите тактически напътствия. През 1930-те години отборът се води или от „професионален“ треньор или от някой от футболистите. Такъв е случаят с капитана на отбора Артуро Торес, който е начело на отбора при спечелването на първата титла в Примера Дивисион. В края на 1930-те и началото на 1940-те години унгарецът Ференц Платко прави революция в чилийския футбол от тактическа гледна точка, въвеждайки модерната по това време система „дубъл-ве ем“ (с 3 защитници, 2 полузащитници и 5 атакуващи футболисти) в „Коло-Коло“ (а по-късно и в националния отбор), както и известната в Чили като „халф-полицай“ роля на полузащитник, чиято задача е да пази персонално противниковия централен нападател. Методите на Платко са успешни, защото под негово ръководство тимът печели три шампионски титли. Това постижение е повторено от хърватина Мирко Йозич чак след 40 години и от парагваеца Густаво Бенитес в края на 90-те години, а аржентинецът Клаудио Борхи е единственият треньор на „Коло-Коло“ с 4 шампионски титли. Въпреки това за най-успешен треньор в историята на отбора се счита Йозич, който към успехите на домашната сцена прибавя и три континентални купи. Най-дълго на поста се задържат Педро Гарсия и Артуро Сала – по пет години в първата и втората половина на 80-те години. Безспорно най-известните треньори на „Коло-Коло“ са легендарният Ференц Пушкаш, който води отбора през 1977 г., и аржентинецът Хосе Мануел Морено (пети в класацията на Международната организация за футболна история и статистика за южноамерикански футболист на 20 век), начело на „Коло-Коло“ през 1962 г.

### Значими треньори
Подредени по хронологичен ред
- Ференц Платко (1939 – 1940, 1941 – 1942, 1946 – 1947, 1953) – Като футболист Платко е един от легендарните вратари на Барселона,[48] а изявите му карат един от най-великите испански поети Рафаел Алберти да напише поема за него. Освен като новатор в чилийския футбол и първи треньор в историята на „Коло-Коло“ с две, а по-късно и три спечелени шампионски титли (едната без загубен мач), Платко е известен и като треньора с най-добро съотношение между ръководени от него и спечелени мачове – от 85 официални мача той има 58 победи (или 68,24%), както и 14 равенства и 13 загуби. С „Коло-Коло“ печели титлите през 1939, 1941 и 1953 г. Сред другите тренирани от него отбори са Барселона, Арсенал, Бока Хуниорс и националния отбор на Чили (с който печели бронзов медал от Копа Америка през 1945 г.
- Луис Аламос (1972 – 1975) – Макар и само с една шампионска титла и една Купа на Чили (съответно през 1972 и 1974 г.), Аламо е считан за един от най-значимите треньори на „Коло-Коло“, защото той е човекът, който изгражда т. нар. „Коло-Коло '73“ и го извежда като първи чилийски отбор в историята до финал за Копа Либертадорес през 1973 г. Начело на „Коло-Коло“ той записва 93 победи (60,78%), 35 равенства и 25 загуби в 153 официални срещи. Като треньор работи само в Чили, освен това води националния отбор на Световните първенства в Англия и Германия.
- Мирко Йозич (1990 – 1993) – Най-успешният треньор на „Коло-Коло“. В Чили печели титлите през 1990, 1991 и 1993 г., а на континентално ниво – Копа Либертадорес през 1991 г., Рекопа Судамерикана и Копа Интерамерикана през 1992 г. С 83 победи (61,94%), 38 равенства и 13 загуби в 134 официални мача. Сред по-известните клубни отбори, които тренира Йозич са Хайдук Сплит, Спортинг Лисабон и Нюелс Олд Бойс. За кратко тренира националния отбор на Чили, а с Хърватия участва на Световното първенство в Япония и Южна Корея. Като треньор на младежките формации на бивша Югославия печели Световното първенство за младежи до 20 години и Европейското първенство за юноши до 19 години (побеждавайки на финала България).
- Густаво Бенитес (1995 – 1998, 2013) – Бившият защитник на парагвайския национален отбор печели три титли (1996, 1997 Клаусура, 1998 г.) и последната купа на страната (1996 г.). Извежда тима до три полуфинала на континентални турнири – Копа Либертадорес през 1996 г. и Суперкопа Судамерикана през 1996 и 1997 г. Бивш треньор на испанските Расинг Сантандер и Райо Валекано, чилийските Кобрелоа и Палестино и парагвайските Клуб Олимпия и Серо Кора.
- Клаудио Борхи (2006 – 2008) – Борхи е единственият треньор с четири шампионски титли, при това поредни – по една от турнирите Апертура и Клаусура през 2006 и 2007 г. и извежда тима до финал за Копа Судамерикана през 2006 г. През същата година е избран за треньор №1 на Южна Америка. Като играч на „Коло-Коло“ печели Рекопа Судамерикана и Копа Интерамерикана под ръководството на Йозич, а преди това – Световното първенство в Мексико с отбора на Аржентина (участва в мача срещу България). Тренира още националния тобор на Чили, Аудакс Италяно, а в родината си – Архентинос Хуниорс (една шампионска титла), Индепендиенте и Бока Хуниорс. Балансът му в официалните мачове за „Коло-Коло“ е 75 победи (56,39%), 32 равенства и 26 загуби в 133 официални мача.

### Хронология на треньорите
С наклонен шрифт са временно заемащите поста. 
  – шампион на Чили;  – Купа на Чили; – Копа Либертадорес; – Рекопа Судамерикана; – Копа Интерамерикана
- Давид Ареяно (1925 – 1927)
- Хосе Росети (1927)
- Гийермо Сааведра (1928 – 1929)
- Валдо Сануеса (1930)
- Дьорд Орт (1930 – 1931)
- Гийермо Сааведра (1931 – 1932)
- Валдо Сануеса (1933 – 1934)
- Електо Пареда (1935)
- Педро Масуло (1936)
- Артуро Торес (1936 – 1937)
- Електо Пареда (1938)
- Николас Ломбардо (1939)
- Ференц Платко (1939 – 1940)
- ? (1940)
- Ференц Платко (1941 – 1942)
- Артуро Торес (1942)
- Луис Тирадо (1943 – 1946)
- Ференц Платко (1946 – 1947)
- Енрике Сорел (1947 – 1948)
- Франсиско Ормасабал (1948 – 1949)
- Луис Тирадо (1950)
- Хосе Луис Бофи (1952)
- Ференц Платко (1953 – 1955)
- Джордж Робледо (1955)
- Енрике Фернандес (1955 – 1956)
- Уго Тасара (1957 – 1958)
- Флавио Коща (1959 – 1960)
- Ернан Караско (1960 – 1961)
- Хосе Мануел Морено (1962)
- Уго Тасара (1963)
- Кауполикан Пеня (1964)
- Хосе Мария Родригес (1964)
- Уго Тасара (1965)
- Андрес Прието (1966 – 1967)
- Педро Моралес (1967)
- Франсиско Молина (1968 – 1969)
- Енрике Ормасабал (1969 – 1970)
- Франсиско Ормасабал (1970 – 1971)
- Луис Аламос (1972 – 1975)
- Хосе Гонсалес (1975)
- Орландо Аравена (1976)
- Ференц Пушкаш (1977)
- Хуан Сото (1977)
- Серхио Наваро (1977 – 1978)
- Алберто Фуию (1978)
- Педро Моралес (1979 – 1980)
- Педро Гарсия (1981 – 1985)
- Артуро Сала (1986 – 1990)
- Едио Иностроса (1990)
- Мирко Йозич (1990 – 1993)
- Висенте Кантаторе (1994)
- Едио Иностроса (1994)
- Игнасио Прието (1994)
- Густаво Бенитес (1995 – 1998)
- Нелсиньо Баптища (1999)
- Карлос Дуран (1999)
- Фернандо Морена (1999 – 2000)
- Роберто Ернандес (2001)
- Хайме Писаро (2002 – 2004)
- Рикардо Дабровски (2004)
- Марсело Еспина (2005)
- Рикардо Дабровски (2005)
- Клаудио Борхи (2004)
- Фернандо Астенго (2008)
- Марсело Бартичото (2008 – 2009)
- Гуалберто Хара (2009)
- Уго Токали (2009 – 2010)
- Диего Каня (2010 – 2011)
- Луис Перес (2011)
- Америко Галего (2011)
- Луис Перес (2011)
- Иво Басай (2011 – 2012)
- Луис Перес (2012)
- Омар Лабруна (2012 – 2013)
- Уго Гонсалес (2013)
- Густаво Бенитес (2013)
- Ектор Тапия (2013 –)

## Успехи
Национални
- Примера Дивисион:
  -  Шампион (34): 1937, 1939, 1941, 1944, 1947, 1953, 1956, 1960, 1963, 1970, 1972, 1979, 1981, 1983, 1986, 1989, 1990, 1991, 1993, 1996, 1997 К, 1998, 2002 К, 2006 А, 2006 К, 2007 А, 2007 К, 2008 К, 2009 К, 2013/2014 К, 2015 А, 2017, 2022, 2024
    -  Вицешампион (17): 1933, 1943, 1952, 1954, 1955, 1958, 1959, 1966, 1973, 1982, 1987, 1992, 1997 А, 2003 А, 2003 К, 2008 А, 2010
- Копа Чиле:
  -  Носител (10): 1958, 1974, 1981, 1982, 1985, 1988, 1989, 1990, 1994, 1996
    -  Финалист (4): 1979, 1980, 1987, 1992
- Кампеонато де Апертура:
  - Носител (4): 1933, 1938, 1940, 1945
  - Финалист (1): 1934
- Лига Сентрал де Футбол:
  - Шампион (2): 1928, 1929
- Дивисион де Онор де ла Асосиасион де Футбол де Сантяго:
  - Шампион (1): 1930
- Дивисион де Онор де ла Лига Метрополитана:
  - Шампион (1): 1925

Международни
- Копа Либертадорес:
  - Носител (1): 1991
  - Финалист (1): 1973
- Копа Судамерикана:
  - Финалист (1): 2006
- Копа Интерамерикана:
  - Носител (1): 1992
- Рекопа Судамерикана:
  - Носител (1): 1992
- Междуконтинентална купа по футбол:
  - Финалист (1): 1991

## Рекорди

### Отборни
- Най-голяма победа:
  - за първенство (професионално): 10:0 срещу Рехионал Атакама, 1995 г.[49]
  - за първенство (аматьорско): 14:2 срещу Сантяго Уондърърс, 1925 г.
  - в международни турнири: 7:2 срещу Лига Депортива Алахуаленсе, Копа Судамерикана 2006 г.
- Най-голяма загуба:
  - за първенство (професионално): 6:1 срещу О′Хигинс, 1982 г.
  - в международни турнири: 6:1 срещу Крузейро, Суперкопа Судамерикана 1993 г.
- Най-много поредни победи:
  - за първенство: 12 през в периода 1979 – 1980 г.
  - в международни турнири: 7 през 2006 г.
- Най-много победи в рамките на един сезон:
  - в „дългите“ сезони до 2002 г.: 27 (от 42 мача) през 1983 г.
  - в „късите“ турнири от 2002 г.: 18 (от 24 мача) в Апертура 2006
- Най-много голове в рамките на един сезон:
  - в „дългите“ сезони до 2002 г.: 103 (в 34 мача, средно по 3,03 на мач) през 1963 г. (национален рекорд)[37]
  - в „късите“ турнири от 2002 г.: 71 (в 24 мача, средно по 2,96 на мач) в Апертура 2006 (национален рекорд)
- Най-много зрители на домакинска среща: 69305 срещу Универсидад де Чиле през 1992 г.[30]
- Участия в Примера Дивисион: 96 (вкл. Клаусура 2014/2015) (национален рекорд)
  - мачове (редовен сезон): 2414 (вкл. Апертура 2014/2015) (национален рекорд)
  - победи (редовен сезон): 1282 (вкл. Апертура 2014/2015) (национален рекорд)
  - спечелени точки (редовен сезон): 3546 (вкл. Апертура 2014/2015) (национален рекорд)
  - отбелязани голове (редовен сезон): 5028 (вкл. Апертура 2014/2015) (национален рекорд)
- Спечелени шампионски титли: 30 (национален рекорд)
- Спечелени Купи на Чили: 10 (национален рекорд)
- Участия за Копа Либертадорес: 29 (на седмо място по този показател след изданието през 2014 г.) (национален рекорд)
  - мачове: 211 (на седмо място по този показател след изданието през 2014 г.) (национален рекорд)
  - победи: 85 (на девето място по този показател след изданието през 2014 г.) (национален рекорд)
  - спечелени точки: 303 (на девето място по този показател след изданието през 2014 г.) (национален рекорд)

### Индивидуални
- Най-много мачове:
  - за първенство: Мисаел Ескути – 417[3]
  - в международни турнири: Марсело Бартичото – 86[42]
  - за Копа Либертадорес: Лисардо Гаридо – 67[49]
- Най-много голове:
  - в официални мачове: Франсиско Валдес – 215[50]
  - за първенство (включително баражи за класиране за континентални турнири): Франсиско Валдес – 180[39]
  - за купата: Северино Васконселос – 42
  - в международни турнири: Франсиско Валдес, Иво Басай – 20
  - в един „дълъг“ сезон: Луис Ернан Алварес – 37 (в 34 мача, средно по 1,09 на мач) през 1963 г.[8]
  - в един „къс“ турнир: Умберто Суасо, Лукас Бариос – 19 (съответно в 24 и 25 мача и средно по 0,79 и 0,76 на мач) съответно в Апертура 2006 и Апертура 2008[8]
  - във всички турнири в рамките на една календарна година: Умберто Суасо – 47 (в 51 мача, средно по 0,92 на мач) през 2006 г.
- Най-много минути без допуснат гол: Даниел Морон – 707 през 1990 г.[49]
- Най-млад футболист в официален мач: Николас Миян – 14 години, 9 месеца и 3 седмици (рекорд в чилийския професионален футбол)[51]

### Други
- „Коло-Коло“ и бразилският Сантос са единствените отбори, печелили мъжкото и женското издание на Копа Либертадорес.[52]
- През 2014 г. „Коло-Коло“ е пети по приходи от договор за доставка на екипировка на тима сред южноамериканските отбори – 7,5 милиона, като пред него са само бразилските Фламенго (14,9 милиона), Сао Пауло (14,5 милиона), Коринтианс (12,4 милиона) и Палмейрас (8,3 милиона), а зад него са аржентинските грандове Ривър Плейт (6,4 милиона) и Бока Хуниорс (5,6 милиона). Големият враг Универсидад де Чиле взима три пъти по-малко (2,4 милиона).[53]

## Класиране през годините
Празно поле – не се провежда; „—“ – не участва; „ПФ“ – полуфинал; „ЧФ“ – четвъртфинал; „ОФ“ – осминафинал; „ШФ“ – шестнайсетинафинал; „2ГФ“ – втора групова фаза; „ГФ“ – групова фаза; „ПК“ – първи кръг; „К“ – квалификации
| Година | ПрДив | Купа | КамАп | КопаЛиб | КопаСуд | СупЛиб | КопаКОН | КопаМер |
| ------ | ----- | ---- | ----- | ------- | ------- | ------ | ------- | ------- |
| 1933   | 2     |      | 1     |         |         |        |         |         |
| 1934   | 3     |      | 2     |         |         |        |         |         |
| 1935   | 4     |      |       |         |         |        |         |         |
| 1936   | 3     |      |       |         |         |        |         |         |
| 1937   | 1     |      | 3     |         |         |        |         |         |
| 1938   | 3     |      | 1     |         |         |        |         |         |
| 1939   | 1     |      |       |         |         |        |         |         |
| 1940   | 4     |      | 1     |         |         |        |         |         |
| 1941   | 1     |      | ОФ    |         |         |        |         |         |
| 1942   | 3     |      | ГФ    |         |         |        |         |         |
| 1943   | 2     |      | 3     |         |         |        |         |         |
| 1944   | 1     |      | 4     |         |         |        |         |         |
| 1945   | 11    |      | 1     |         |         |        |         |         |
| 1946   | 6     |      |       |         |         |        |         |         |
| 1947   | 1     |      | ОФ    |         |         |        |         |         |
| 1948   | 3     |      |       | 5       |         |        |         |         |
| 1949   | 9     |      | ПФ    |         |         |        |         |         |
| 1950   | 3     |      | ГФ    |         |         |        |         |         |
| 1951   | 3     |      |       |         |         |        |         |         |
| 1952   | 2     |      |       |         |         |        |         |         |
| 1953   | 1     |      |       |         |         |        |         |         |
| 1954   | 2     |      |       |         |         |        |         |         |
| 1955   | 2     |      |       |         |         |        |         |         |
| 1956   | 1     |      |       |         |         |        |         |         |
| 1957   | 8     |      |       |         |         |        |         |         |
| 1958   | 2     | 1    |       |         |         |        |         |         |
| 1959   | 2     | 4    |       |         |         |        |         |         |
| 1960   | 1     | ГФ   |       | —       |         |        |         |         |
| 1961   | 3     | ОФ   |       | ЧФ      |         |        |         |         |
| 1962   | 3     | ШФ   |       | —       |         |        |         |         |
| 1963   | 1     |      |       | —       |         |        |         |         |
| 1964   | 4     |      |       | ПФ      |         |        |         |         |
| 1965   | 7     |      |       | —       |         |        |         |         |
| 1966   | 2     |      |       | —       |         |        |         |         |
| 1967   | 3     |      |       | ПФ      |         |        |         |         |
| 1968   | 11    |      |       | —       |         |        |         |         |
| 1969   | 5     |      |       | —       |         |        |         |         |
| 1970   | 1     |      |       | —       |         |        |         |         |
| 1971   | 4     |      |       | ГФ      |         |        |         |         |
| 1972   | 1     |      |       | —       |         |        |         |         |
| 1973   | 2     |      |       | 2       |         |        |         |         |
| 1974   | 3     | 1    |       | ГФ      |         |        |         |         |
| 1975   | 6     | ОФ   |       | —       |         |        |         |         |
| 1976   | 4     |      |       | —       |         |        |         |         |
| 1977   | 4     | ПФ   |       | —       |         |        |         |         |
| 1978   | 6     |      |       | —       |         |        |         |         |
| 1979   | 1     | 2    |       | —       |         |        |         |         |
| 1980   | 3     | 2    |       | ГФ      |         |        |         |         |
| 1981   | 1     | 1    |       | —       |         |        |         |         |
| 1982   | 2     | 1    |       | ГФ      |         |        |         |         |
| 1983   | 1     | 2ГФ  |       | ГФ      |         |        |         |         |
| 1984   | 5     | ГФ   |       | —       |         |        |         |         |
| 1985   | 3     | 1    |       | ГФ      |         |        |         |         |
| 1986   | 1     | ГФ   |       | —       |         |        |         |         |
| 1987   | 2     | 2    |       | ГФ      |         |        |         |         |
| 1988   | 6     | 1    |       | ОФ      |         | —      |         |         |
| 1989   | 1     | 1    |       | ГФ      |         | —      |         |         |
| 1990   | 1     | 1    |       | ОФ      |         | —      |         |         |
| 1991   | 1     | ЧФ   |       | 1       |         | —      |         |         |
| 1992   | 2     | 2    |       | ОФ      |         | ОФ     | —       |         |
| 1993   | 1     | 2ГФ  |       | —       |         | ОФ     | ЧФ      |         |
| 1994   | 4     | 1    |       | ОФ      |         | ЧФ     | —       |         |
| 1995   | 3     | ЧФ   |       | —       |         | ОФ     | —       |         |
| 1996   | 1     | 1    |       | —       |         | ПФ     | —       |         |
| 1997 А | 2     |      |       | ПФ      |         | ПФ     | —       |         |
| 1997 К | 1     |      |       | ПФ      |         | ПФ     | —       |         |
| 1998   | 1     | ГФ   |       | ОФ      |         |        | —       | ГФ      |
| 1999   | 4     |      |       | ОФ      |         |        | —       | ГФ      |
| 2000   | 3     | ПФ   |       | —       |         |        |         | ГФ      |
| 2001   | 4     |      |       | —       |         |        |         | ГФ      |
| 2002 А | ПФ    |      |       | —       | —       |        |         |         |
| 2002 К | 1     |      |       | —       | —       |        |         |         |
| 2003 А | 2     |      |       | ГФ      | —       |        |         |         |
| 2003 К | 2     |      |       | ГФ      | —       |        |         |         |
| 2004 А | ЧФ    |      |       | ГФ      | —       |        |         |         |
| 2004 К | ПФ    |      |       | ГФ      | —       |        |         |         |
| 2005 А | ЧФ    |      |       | К       | —       |        |         |         |
| 2005 К | ЧФ    |      |       | К       | —       |        |         |         |
| 2006 А | 1     |      |       | К       | 2       |        |         |         |
| 2006 К | 1     |      |       | К       | 2       |        |         |         |
| 2007 А | 1     |      |       | ОФ      | ОФ      |        |         |         |
| 2007 К | 1     |      |       | ОФ      | ОФ      |        |         |         |
| 2008 А | 2     | ЧФ   |       | ГФ      | —       |        |         |         |
| 2008 К | 1     | ЧФ   |       | ГФ      | —       |        |         |         |
| 2009 А | 13    | ЧФ   |       | ГФ      | —       |        |         |         |
| 2009 К | 1     | ЧФ   |       | ГФ      | —       |        |         |         |
| 2010   | 2     | ПК   |       | ГФ      | ПК      |        |         |         |
| 2011 А | ЧФ    | ГФ   |       | ГФ      | —       |        |         |         |
| 2011 К | ПФ    | ГФ   |       | ГФ      | —       |        |         |         |
| 2012 А | ПФ    | ОФ   |       | —       | —       |        |         |         |
| 2012 К | ПФ    | ОФ   |       | —       | —       |        |         |         |
| 2013 Т | 10    | ОФ   |       | —       | ШФ      |        |         |         |
| 2013 А | 8     | ОФ   |       | —       | ШФ      |        |         |         |
| 2014 К | 1     | ГФ   |       | —       | —       |        |         |         |
| 2014 А | 3     | ГФ   |       | —       | —       |        |         |         |
| 2015 К | ?     | ?    |       | ?       | ?       |        |         |         |
| 2015 А | ?     | ?    |       | ?       | ?       |        |         |         |

## Президенти
- 1925 – 1926: Алберто Пароди
- 1926 – 1926: Томас Оливо
- 1926 – 1928: Карлос Бело
- 1928 – 1929: Карлос Кариола
- 1929 – 1930: Карлос Конча
- 1930 – 1931: Гонзало Дебеса
- 1931 – 1932: Фернандо Лараин
- 1932 – 1933: Томас Оливо
- 1933 – 1934: Валдо Санхуеса
- 1934 – 1935: Робинсон Алварес
- 1936 – 1937: Алфонсо Силва
- 1937 – 1939: Ернесто Блейк
- 1939 – 1942: Робинсон Алварес
- 1942 – 1943: Уго Лараин
- 1951 – 1953: Педро Фонка
- 1953 – 1962: Антонио Лабан
- 1962 – 1964: Ховино Новоа
- 1964 – 1968: Гилермо Херера
- 1968 – 1969: Гилермо Ферер
- 1969 – 1976: Хектор Галвес
- 1976 – 1978: Хавиер Виал
- 1978 – 1979: Луис Алберто Симиан
- 1979 – 1979: Мигел Балби
- 1980 – 1984: Алехандро Аски
- 1984 – 1984: Патрисио Вилдосола
- 1985 – 1985: Наин Ростион
- 1986 – 1991: Петър Драгичевич
- 1991 – 1994: Едуардо Меничети
- 1994 – 2002: Петър Драгичевич
- 2002 – 2003: Хуан Карлос Сафие
- 2003 – 2004: Франсиско Гони
- 2004 – 2005: Патрисио Хамарне
- от 2005: Кристиян Варела